# Jezdegerd III
Jezdegerd III (panował w latach 632–651) – ostatni szachinszach Persji z dynastii Sasanidów. Jego imię oznacza „stworzony przez Boga”. Był wnukiem Chosroesa II. Na tronie miał zasiąść jako małe dziecko.
Po długotrwałej wojnie, uległ wojskom arabskim w bitwie pod Kadisijją (w 636 roku) i Nehawandem (w 642 roku). Po utracie Ktezyfonu uciekł w góry, gdzie prowadził walkę aż do 651 roku, kiedy to został skrytobójczo zamordowany przez jednego ze swych dworzan niedaleko miasta Merw.
Ciało władcy zostało rozpoznane przez nestoriańskiego biskupa Eliasza z Merwu i pewnego misjonarza o imieniu Abraham. Wraz z diakonem trójka duchownych przygotowała ciało zmarłego i dokonała obrzędów pogrzebowych. 
Zgodnie z szyicką tradycją jego córka Szahr Banu została pojmana i odtransportowana do Medyny, gdzie poślubiła wnuka proroka Mahometa, Husajna. Urodziła mu syna – Alego, lecz wkrótce zmarła.
Jego syn Peroz zbiegł w poszukiwaniu pomocy przeciw Arabom do Chin.